# Катценштейн, Ури
Ури Катценштейн (ивр. אורי קצנשטיין‎; 1951, Тель-Авив, Израиль — 24 августа 2018, там же) — израильский скульптор, музыкант, создатель музыкальных инструментов, звуковых машин.

## Ранние годы
В юности Ури Катценштейн играл на музыкальных инструментах и был в нескольких музыкальных коллективов. В 1969 он был призван в Армию обороны Израиля и участвовал в войне Судного дня. В конце семидесятых годов XX века Ури учился в художественном институте Сан-Франциско и после получения диплома он переехал в Нью-Йорк, где жил и работал на протяжении восьмидесятых годов. Его первые работы были созданы в конце семидесятых годов прошлого столетия и принимали участие в различных авангардных выставках, музыкальных представлениях. В середине девяностых XX века Ури начал создавать фигурки в дополнении к объектам и звуковые машины.

## Карьера
После возвращения в Израиль Ури вместе с Noam HaLevi создают шоу «Midas». В 1993 он принимает участие в рок-опере «Самара», созданную Hallel Mitelpunkt и группой «Nikmat HaTraktor». В 1999, он публикует музыкальный альбом вместе с Ohad Fishof, названный «Skin O Daayba». В 2001 он создаёт шоу «Home» вместе с Renana Raz и Ohad Fishof. В начале двухтысячный он начинает создавать видео-арт состоящий из сюрреалистических событий, подчеркивая предмет личной идентичности. Среди его известных работ книга «Patʹshegen» (ивр. פתשגן‎)(1993) и «Family of Brothers» (ивр. משפחת האחים‎)(2000). Его скульптуры, видео и установки выставлялись в различных музеях мира: Русский государственный музей (Санкт-Петербург), Художественный музей Челси (Нью-Йорк), Кунштале Дюссельдорф, Музей Израиля, Университет Дьюка художественная галерея (Северная Каролина). Катценштейн участвовал в Сан-Паулу Биеннале (1991), Венеция Бьеннале (2001), Буэнос-Айрес Биеннале (первый приз, 2002), и Стамбул Биеннале (2005). Его работы пользовались популярностью в городах мира: Лондон, Берлин, Сан Франциско, Кардифф (Уэльс), Сантьяго-де-Компостела (Испания), Нью-Йорк и Тель-Авив.
Ури Катцентштейн вёл лекции в Департаменте изобразительных искусств на факультете гуманитарных наук в Хайфском университете.

## Награды
- 1982 Творческая премия, Министерство образования Израиля
- 1989 Премия за сдачу работы, Министерство образования Израиля
- 1992 Грант, Фонд культуры Америка-Израиль
- 1998 Грант на создание в области Изобразительное искусство, Министерство образования Израиля
- 2000 Премия Isracart, Тель-Авивский музей изобразительных искусств
- 2001 Награда биеннале, Израильский павильон, Венецианская биеннале, Италия
- 2002 Приз за первое место, Биеннале за в клад в искусство, Буэнос-Айрес, Аргентина
- 2014 Ден Сандлер и фонд Сандлера, Премия в области скульптуры, Тель-Авивский музей изобразительных искусств[13][14][15]
- 2017 Премия Дизенгофа

## Книги
- ha-Biʼanaleh ha-benleʼumit ha-21 shel San-Paʼulo 1991, Yiśraʼel (1991). by Nurit Daṿid, Yehoshuʻa Borḳovsḳi, Yiśraʼel Rabinovits, Uri Ḳatzenstein OCLC 58404699
- פתשגן / Patʹshegen (1993). by Uri Katzenstein ISBN 978-965-278-130-7
- Uri Katzenstein : missive : The Israel Museum, Jerusalem, (1993). by Uri Katzenstein OCLC 600838262
- Families (2000). by Uri Katzenstein; Duke University. Evans Family Cultural Residency Program. OCLC 49932271
- Uri Katzenstein : home : Venice Biennale 2001, the Israeli Pavilion (2001). by Uri Katzenstein; Yigal Zalmona; Ishai Adar; Binya Reches OCLC 753440505
- Hope machines (2007). by Uri Katzenstein; Merkaz le-omanut ʻakhshaṿit (Tel Aviv, Israel) OCLC 477287150
- Backyard (2015) by Uri Katzenstein; Tel-Aviv Museum ISBN 978-965-539-109-1